# Aurora Valero Cuenca

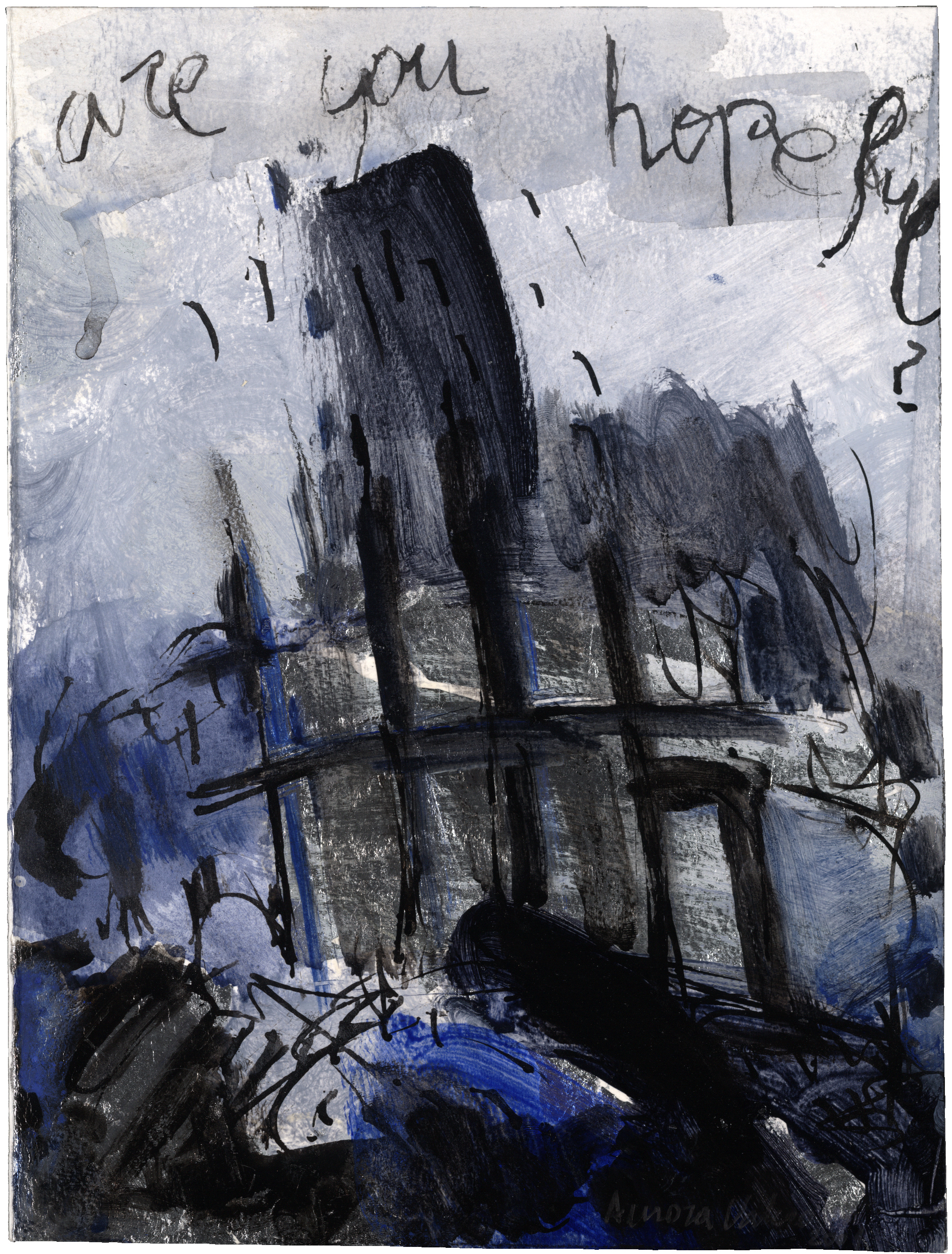
Are you hopeful?. Aurora Valero. Adquisición Biblioteca del Congreso de Estados Unidos

Aurora Valero Cuenca (Alboraya, Valencia, 5 de junio de 1940) es una pintora española. Hija única de Rafael Valero y Aurora Cuenca.  Creció en la casa familiar de la Calle san Pancracio cerca De la Iglesia de la Asunción. 

## Formación
En su infancia, debido a la penuria de la postguerra, dibujaba en la pared con tiza y sobre la tierra con un punzón. A sus trece años, descubrió las grandes obras de arte y decidió adentrarse en el mundo de las bellas artes.
Aprendió a utilizar todos los tipos de materiales e hizo estudios en el mundo artístico. Primero, entre 1952 y 1955, estudió Dibujo, Composición Decorativa y la Historia del Arte en la Escuela de Artes y Oficios Artísticos de Valencia.
En 1961, obtuvo el título de Profesora de Dibujo por la Escuela Superior de Bellas Artes de San Carlos de Valencia.
Se tituló como maestra de Enseñanza Primaria en Valencia el 30 de septiembre de 1968.
En mayo de 1988 se graduó como Doctora en Bellas Artes. Universidad de Valencia con la tesis doctoral Sobre la composición y la estructura formal en la obra plástica de Manolo Millares.

## Trayectoria artística
En 1959, hizo su primera exposición colectiva en Segovia, titulada “Pensionados del Paular” donde le concedieron la Medalla de Bronce. Desde entonces, las pinturas de Aurora Valero fueron presentadas en numerosos salones oficiales y exposiciones colectivas como: Pintores Mediterráneos (Nueva York, 1967), La mujer en la cultura actual (Toledo, 1976), Cien años de pintura valenciana (Valencia, 1976), Pintores hispanoamericanos, portugueses y españoles (itinerante por Chile, Argentina y Uruguay, 1986), V Feria Internacional de Arte (Salamanca, 2001), Kunst (Magancia, 2003), entre otras.
En 1964, realizó su primera exposición individual en el Palacio de la Generalidad en Valencia. Su primera serie pictórica, denominada "expresionismo lírico" estuvo influenciada por la obra poética de García Lorca. Trata de la España rural gracias a sus obras en una fusión lírico-poética. Se componen de silencios espaciales, de texturas elaboradas, de formas hieráticas entrañables.
Durante este período, la pintora trabajó también creando obras que coincidían con los acontecimientos del momento, anunciando la revuelta de mayo del 68 donde predomina el color negro. Aurora Valero denunciaba la realidad de la vida caótica del siglo XX en obras más concretas y más duras que la serie anterior influida por sentimientos y lecturas existencialistas. En estas, se encuentran muchos símbolos relacionados con la alma, la metafísica y la trascendencia. Evolucionó, hacia un Simbolismo relacionado de alguna forma con el Pop Art en los dos años siguientes. En este momento expuso con Ana Peters, presentando el catálogo Tomás Lloréns. También expuso en la Sala Mateu junto a pintores como Boix, Heras y Armengol en 1967, formando el grupo llamado “284 días de Arte en Mateu” durante un año completo, alternándose las exposiciones individuales a la par que las colectivas del grupo. Desde sus inicios mantuvo una amistad muy fructífera con Vicente Aguilera Cerni y Joaquín Michavila.
Su cuarta serie dura diez años. Aurora Valero se concentra en la investigación plástica. Incluye relieve, metal, madera y superficies lisas en su trabajo. Su estilo evoluciona hacia formas orgánicas construidas por una nueva articulación de líneas rectas y curvas en relieve. Movida por una inquietud experimental investigó diferentes materiales y técnicas en la década siguiente hasta conseguir una abstracción depurada y geométrica que culminó con la serie Relieves orgánicos.
En 1971, su quinta serie está relacionada con el contacto con el mar Mediterráneo. Sus obras de esta época son un regreso a las fuentes clásicas, los personajes son mitológicos, sin relieve, mientras que el aspecto volumétrico de la representación es importante. Más tarde con la llegada de la democracia en España, el sentido de libertad, de diálogo, se siente en sus pinturas. 
Después de diez años de ausencia, Valero Cuenca regresa a Valencia en 1979. La ciudad da nuevo impulso a la artista para crear una pintura como testimonio social sobre la naturaleza. Por primera vez, pinta paisaje, con una nueva paleta de colores como verdes, azules o amarillos, titulada L'Horta, como denuncia de la situación degradada en la que se encontraba. A esta serie sigue otra, denominada “La dona”, también de denuncia, que es una de las más dramáticas con la representación de grandes y poderosas figuras femeninas que luchan por sus derechos y sus libertades, concedidas por la ley. Durante diez años se concentra sobre esta temática.
En 1979, obtuvo el título de Catedrática Numeraria, cuya labor desempeñó en las universidades de Córdoba, Barcelona, y finalmente en la de Valencia.
Hasta 1997 hizo miniseries independientes. La serie Bereshit Bara es la más lírica de todas. Se inspira en la música y utiliza el oro como material pictórico. Combina fuerza, intensidad, profundidad, formas y caligrafías. La siguiente serie estuvo también basada en la música y en la poesía. Se denominó Los Inmortales y en ella realizó una fusión o integración de las Artes, al incorporar a la poesía de Vicente Aleixandre y a la música de Ángeles López Artiga la visión pictórica inspirada en ellos. Otra serie, denominada Archipiélagos, investigó la articulación de las formas, sobre formatos modulares que pueden montarse y componerse de forma diferente según un juego de ordenador.
Sus últimas series, que adoptaron el título genérico de Mitos Mediterráneos, comprende las que se denominaron como Sueños del Alba, Retorno a Ítaca, Ágora y Laberintos, compuestas sobre grandes formatos, en los que articuló ritmos y espacios, estructuras compactas y colores transparentes en los con predomino del color blanco. (2005-2016).
Finalmente, a instancias de Martí Domínguez de la Universitat de València, compone su última serie El Cosmos, donde investiga plásticamente, transcribiendo de manera intuitiva, los fenómenos naturales del infinito: las formas, los movimientos y las transformaciones que se originan en este universo vivo. Ha sido Invitada a exponer en el Institut für Raumfahrtsysteme de la Universidad de Stuttgart, del 25 enero al 31 de julio de 2018. La exposición llamada Cosmos estuvo formada por tres murales de 4 y 5 x 2,35 metros, junto a otras 36 obras.

## Reconocimientos
La obra de Aurora Valero integra colecciones de museos e instituciones, públicas y privadas, tanto nacionales como internacionales, entre las que cabe destacar: Museo de Arte Moderno de Barcelona, Museo de Bellas Artes San Pio V de Valencia, Museo Popular de Arte Moderno de Villafamés, The San Francisco Museum of Contemporary Hispanic Art, Colección The Library of Congress of Washington, Dept. of Interior Design Shoae College de Seúl, Museo de la Solidaridad Salvador Allende de Chile.
Ha obtenido reconocimientos como:
- Medalla de Bronce del Paular, Segovia. 1959
- Medalla de Plata de Benimar Valencia. 1962
- Segunda Medalla del VII Salón de Marzo. Valencia. 1966[8]
- Medalla Joaquín Sorolla del X Salón de Marzo, Valencia. 1969
- 2º Premio. Exposición Nacional de Bellas Artes. Benimar (Valencia) 1961.
- Primero y único Premio. Certamen Nacional de Artes Plásticas (Fase provincial) Valencia, 1962.
- 2º Premio Salón de Otoño de Valencia. 1966.
- 1º Premio. Exposición Nacional de Bellas Artes. Melilla. 1967.
- Medalla del Colegio de España. París.
- Galardón Januká. Concedido por Israel a diversas personalidades del mundo de la cultura. 1985.
- Premio “Isabel de Villena” Valencia, 2009.
- 1ª Mención Honorífica. Universidad Internacional Menéndez y Pelayo. Santander, 1961.
- 1ª Mención Honorífica. Exposición Provincial de Pintura. Játiva (Valencia) 1963

En 2005 fue reconocida como Académica Correspondiente de la Real Academia de Bellas Artes de San Carlos de Valencia y en 2010 como Académica Numeraria de la misma institución.